# Kernilis
Kernilis è un comune francese di 1 351 abitanti situato nel dipartimento del Finistère nella regione della Bretagna.

## Società

### Evoluzione demografica
Abitanti censiti